# Glenluce
Glenluce (gelsko Clachan Ghlinn Lus, [kɫ̪axan ɣliɲˈɫ̪us̪]) je vas v škotskem območju Dumfries in Galloway. 
Nahaja se ob cesti A75 med Stranraerjem in Newton Stewartom v tradicionalni grofiji Wigtownshire. V bližini se nahaja tudi Opatija Glenluce. 
Središče vasi leži vzdolž glavne ceste, ki je bila do pred kratkim precej prometna, dokler ni bila zgrajena obvoznica. V vasi je pošta, dve glavni trgovini in rotovž. 
Vsako leto okoli septembra se v bližnjem parku odvije razstava s prevoznimi sredstvi, v kateri ljudje razkazujejo vse od vinogradniških tovornjakov do najmodernejših avtomobilov. 

## Galerija
- Ruševine Opatije Glenluce